# کشوک سفلی
کشوک سفلی یک روستا در ایران است که در دهستان جلگه ماژان شهرستان خوسف واقع شده‌است.